# Albert Tafel
Albert Tafel (Stoccarda, 6 novembre 1877 – Heidelberg, 19 aprile 1935) è stato un esploratore, etnografo e medico tedesco.
Divenne particolarmente noto per la sua scoperta dei Hoangho-Knies nel 1907.

## Biografia
Tafel effettuò diversi viaggi in Asia e in particolare a nord-est del Tibet. Prese parte alla spedizione di Wilhelm Filchner nel 1904 - 1905 nel Nord della Cina e nel nord-est del Tibet.
Nel gennaio del 1905 si staccò dal gruppo per la zona inesplorate. Durante questo viaggio ha esaminato vari laghi,  le sorgenti del Fiume Giallo, parti della Mongolia Interna, Kuku-nor, la diga di Tsaidam, i Monti Marco Polo, e ha visitato il monastero Kumbum dove ha incontrato il tredicesimo Dalai Lama, Thubten Gyatso. Tafel non è riuscì ad entrare a Lhasa.